# Gre-No-Li

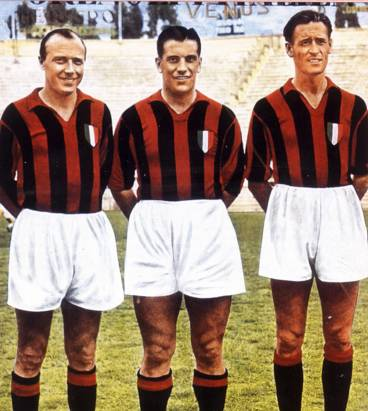
Gunnar Gren, Gunnar Nordahl i Nils Liedholm a l'AC Milan.

Gre-No-Li és un terme construït per la contracció dels cognoms dels tres futbolistes suecs: Gunnar Gren, Gunnar Nordahl i Nils Liedholm. Fou una denominació popular amb la que es conegué aquest formidable trio que van defensar junts els colors de la selecció sueca i del club italià AC Milan durant els anys 50.
Els tres jugadors van portar Suècia a guanyar la medalla d'or en futbol als Jocs Olímpics de 1948 de Londres. A finals de la dècada, tots tres jugadors fitxaren pel Milan i guanyaren la lliga de l'any 1951. Liedholm i Nordahl també guanyaren la del 1955, mentre que Liedholm encara en guanyà dues més, els anys 1957 i 1959.